# Sonny Sharrock
Warren Harding (Sonny) Sharrock (Ossining, 27 augustus 1940 – aldaar, 25 mei 1994) was een Amerikaanse jazz-gitarist. Tevens was hij een van de eerste freejazz-gitaristen en voegde hij veel elementen van avant-garde en dissonantie toe aan zijn muziek.

## Biografie
Sharrock stond bekend als een veelvuldig gebruiker van hevige feedback in zijn gitaarspel. Dat in combinatie met snijdende, ruwe akkoorden en vele geluiden die doen denken aan een saxofoon, terwijl hij alles met zijn eigen gitaar wist klaar te spelen. Sharrock zei ooit eens: "I'm a horn player with a really fucked up axe" en "I go out on stage, and my intention is to make the first four rows bleed from their ears."
Als tiener zong Sharrock vaak doowop. Toen hij negentien was, hoorde hij op de radio John Coltrane op het album Kind of Blue (1959) van Miles Davis. Vanaf dat moment groeide zijn belangstelling voor het bespelen van de tenorsax, maar hij kon dit niet doorzetten in verband met zijn astma. Daarna begon hij aan de elektrische gitaar.
In 1966 speelde Sharrock mee op het album van Pharoah Sanders en Alexander Solla, getiteld Tauhid. Daarnaast werkte hij meerdere keren samen met Herbie Mann en leverde hij tevens een gastbijdrage aan het album A Tribute to Jack Johnson van Miles Davis uit 1970.
Sharrock was getrouwd met Linda Sharrock, met wie hij vaak muziek opnam. Daarnaast traden ze samen geregeld op. In 1978 scheidden de twee.
In 1986 werd Sharrock gevraagd gitaar te spelen in de avant-garde/noiserock-band Last Exit, samen met andere sterren uit de muziekwereld, zoals bassist Bill Laswell, saxofonist Peter Brötzmann en drummer Ronald Shannon Jackson. In 1994 ging de groep uiteen.
Op 25 mei 1994 overleed Sharrock onverwachts thuis in Ossining, New York, op 53-jarige leeftijd aan een hartinfarct.

## Discografie
- 1966: Tauhid (met Pharoah Sanders)
- 1968: Stone flutes (met Herbie Mann)
- 1969: Izipho Zam (met Pharoah Sanders)
- 1969: Super Nova (met Wayne Shorter)
- 1969: Live at the Whisky A Go Go (met Herbie Mann)
- 1969: Memphis Underground (met Herbie Mann)
- 1969: Black Woman (met Linda Sharrock)
- 1970: A Tribute to Jack Johnson en The Complete Jack Johnson Sessions (met Miles Davis)
- 1970: Monkey-Pockie-Boo
- 1975: Paradise
- 1982: Dance with me Montana
- 1986: Guitar
- 1986: Last Exit (met Last Exit)
- 1986: Last Exit, Live in Koln (met Last Exit)
- 1986: The Noise of Trouble: Live in Tokyo (met Last Exit)
- 1987: Seize the Rainbow
- 1987: Cassette Recordings '87 Live (met Last Exit)
- 1988: Machine Gun (met Machine Gun)
- 1988: Iron Path (met Last Exit)
- 1989: No Material (met Ginger Baker)
- 1989: Live in New York
- 1989: Headfirst into the Flames: Live in Europe (met Last Exit)
- 1990: Highlife
- 1991: Faith Moves (duo met Nicky Skopelitis)
- 1991: Ask the Ages
- 1995: From the Board (met Last Exit)
- 1996: Space Ghost Coast to Coast
- 1996: Into Another Light (compilatie)